# Alice Walton
Alice Louise Walton (Newport, 7 de outubro de 1949) é a única filha do falecido Sam Walton, o fundador da grande loja de varejo Wal-Mart, e de Helen Walton. É irmã de S. Robson Walton, de John T. Walton e de Jim Walton. De acordo com a Revista Forbes, seu patrimônio é de 46 bilhões de dólares.
Alice é formada a partir da Universidade Trinity e vive num rancho localizado na cidade de Mineral Wells, no Condado de Palo Pinto do Texas. Seu hobby são cavalos. Alice Walton decidiu não se envolver nos negócios da família desde a morte de seu pai em 1992, mas por um tempo foi corretora da E. F. Hutton. Nas Eleições presidenciais americanas de 2004, Alice dôou 2,6 milhões de dólares para o grupo de direita política Progress for America. 
Em 1989, ela matou um pedestre de cinqüenta anos de idade num acidente de carro, porém ninguém foi incriminado pelo incidente. Em 1996, mencionou-se que ela estava dirigindo intoxicada, e Alice pagou uma multa de 925 dólares.
Em 2005, por uma quantia de 35 milhões, ela adquiriu uma pintura de Asher Brown Durand, nomeada "Kindred Spirits". A obra esteve com a Biblioteca Pública de Nova York desde 1904, quando Julia Bryant doou-a. Julia era filha do poeta e jornalista William Cullen Bryant, que é uma das figuras representadas na pintura de Durand.
Com uma fortuna de US$ 55,7 bi, em 2022 a empresária figurou entre os 20 mais ricos dos Estados Unidos, ranking da Forbes.